# Copa América 2004
Fotbollsturneringen Copa América 2004 spelades i Peru från den 6 juli till 25 juli 2004, och arrangerades av det sydamerikanska fotbollsfederationen Conmebol.
CONMEBOL:s tio nationer deltog i turneringen, samt två inbjudna nationer som var Mexico och Costa Rica från Concacaf. 
Brasilien vann i finalen över Argentina på straffar, som blev en stor dramatik.

## Gruppspel

### Grupp A
| Lag       | S | V | O | F | GM | IM | MS | P |
| --------- | - | - | - | - | -- | -- | -- | - |
| Colombia  | 3 | 2 | 1 | 0 | 4  | 2  | +2 | 7 |
| Peru      | 3 | 1 | 2 | 0 | 7  | 5  | +2 | 5 |
| Bolivia   | 3 | 0 | 2 | 1 | 3  | 4  | −1 | 2 |
| Venezuela | 3 | 0 | 1 | 2 | 2  | 5  | −3 | 1 |

|  | 6 juli | Venezuela | 0 – 1   | Colombia          | Estadio Nacional del Perú               |                                         |
|  |        |           | (0 – 1) | Moreno 21′ (str.) | Lima Domare: Márcio Rezende (Brasilien) | Lima Domare: Márcio Rezende (Brasilien) |
|  |        |           |         |                   | Lima Domare: Márcio Rezende (Brasilien) | Lima Domare: Márcio Rezende (Brasilien) |
|  |        |           |         |                   | Lima Domare: Márcio Rezende (Brasilien) | Lima Domare: Márcio Rezende (Brasilien) |

|  | 6 juli | Peru                            | 2 – 2   | Bolivia                | Estadio Nacional del Perú                |                                          |
|  |        | Pizarro 67′ (str.) Palacios 86′ | (0 – 1) | Botero 35′ Álvarez 57′ | Lima Domare: Héctor Baldassi (Argentina) | Lima Domare: Héctor Baldassi (Argentina) |
|  |        |                                 |         |                        | Lima Domare: Héctor Baldassi (Argentina) | Lima Domare: Héctor Baldassi (Argentina) |
|  |        |                                 |         |                        | Lima Domare: Héctor Baldassi (Argentina) | Lima Domare: Héctor Baldassi (Argentina) |

|  | 9 juli | Colombia  | 1 – 0   | Bolivia | Estadio Nacional del Perú                   |                                             |
|  |        | Perea 90′ | (0 – 0) |         | Lima Domare: Pedro Senatore Ramos (Ecuador) | Lima Domare: Pedro Senatore Ramos (Ecuador) |
|  |        |           |         |         | Lima Domare: Pedro Senatore Ramos (Ecuador) | Lima Domare: Pedro Senatore Ramos (Ecuador) |
|  |        |           |         |         | Lima Domare: Pedro Senatore Ramos (Ecuador) | Lima Domare: Pedro Senatore Ramos (Ecuador) |

|  | 9 juli | Peru                               | 3 – 1   | Venezuela     | Estadio Nacional del Perú         |                                   |
|  |        | Farfán 34′ Solano 61′ Acasiete 72′ | (1 – 0) | Margiotta 74′ | Lima Domare: Rubén Selman (Chile) | Lima Domare: Rubén Selman (Chile) |
|  |        |                                    |         |               | Lima Domare: Rubén Selman (Chile) | Lima Domare: Rubén Selman (Chile) |
|  |        |                                    |         |               | Lima Domare: Rubén Selman (Chile) | Lima Domare: Rubén Selman (Chile) |

|  | 12 juli | Venezuela | 1 – 1   | Bolivia     | Estadio Mansiche                                  |                                                   |
|  |         | Morán 27′ | (1 – 1) | Galindo 33′ | Trujillo Domare: Marco Antonio Rodríguez (Mexiko) | Trujillo Domare: Marco Antonio Rodríguez (Mexiko) |
|  |         |           |         |             | Trujillo Domare: Marco Antonio Rodríguez (Mexiko) | Trujillo Domare: Marco Antonio Rodríguez (Mexiko) |
|  |         |           |         |             | Trujillo Domare: Marco Antonio Rodríguez (Mexiko) | Trujillo Domare: Marco Antonio Rodríguez (Mexiko) |

|  | 12 juli | Peru                   | 2 – 2   | Colombia              | Estadio Mansiche                             |                                              |
|  |         | Solano 58′ Maestri 60′ | (0 – 1) | Congo 33′ Aguilar 53′ | Trujillo Domare: William Mattus (Costa Rica) | Trujillo Domare: William Mattus (Costa Rica) |
|  |         |                        |         |                       | Trujillo Domare: William Mattus (Costa Rica) | Trujillo Domare: William Mattus (Costa Rica) |
|  |         |                        |         |                       | Trujillo Domare: William Mattus (Costa Rica) | Trujillo Domare: William Mattus (Costa Rica) |

### Grupp B
| Lag       | S | V | O | F | GM | IM | MS | P |
| --------- | - | - | - | - | -- | -- | -- | - |
| Mexiko    | 3 | 2 | 1 | 0 | 5  | 3  | +2 | 7 |
| Argentina | 3 | 2 | 0 | 1 | 10 | 4  | +6 | 6 |
| Uruguay   | 3 | 1 | 1 | 1 | 6  | 7  | −1 | 4 |
| Ecuador   | 3 | 0 | 0 | 3 | 3  | 10 | −7 | 0 |

|  | 7 juli | Mexiko               | 2 – 2   | Uruguay               | Estadio Elías Aguirre                    |                                          |
|  |        | Osorio 45′ Pardo 69′ | (1 – 1) | Bueno 43′ Montero 88′ | Chiclayo Domare: Gilberto Hidalgo (Peru) | Chiclayo Domare: Gilberto Hidalgo (Peru) |
|  |        |                      |         |                       | Chiclayo Domare: Gilberto Hidalgo (Peru) | Chiclayo Domare: Gilberto Hidalgo (Peru) |
|  |        |                      |         |                       | Chiclayo Domare: Gilberto Hidalgo (Peru) | Chiclayo Domare: Gilberto Hidalgo (Peru) |

|  | 7 juli | Argentina                                                                    | 6 – 1   | Ecuador     | Estadio Elías Aguirre                       |                                             |
|  |        | K. González 5′ (str.) Saviola 64′, 75′, 79′ D'Alessandro 84′ L. González 90′ | (1 – 0) | Delgado 62′ | Chiclayo Domare: Carlos Amarilla (Paraguay) | Chiclayo Domare: Carlos Amarilla (Paraguay) |
|  |        |                                                                              |         |             | Chiclayo Domare: Carlos Amarilla (Paraguay) | Chiclayo Domare: Carlos Amarilla (Paraguay) |
|  |        |                                                                              |         |             | Chiclayo Domare: Carlos Amarilla (Paraguay) | Chiclayo Domare: Carlos Amarilla (Paraguay) |

|  | 10 juli | Uruguay              | 2 – 1   | Ecuador   | Estadio Elías Aguirre                      |                                            |
|  |         | Forlán 61′ Bueno 78′ | (0 – 0) | Salas 73′ | Chiclayo Domare: Gustavo Brand (Venezuela) | Chiclayo Domare: Gustavo Brand (Venezuela) |
|  |         |                      |         |           | Chiclayo Domare: Gustavo Brand (Venezuela) | Chiclayo Domare: Gustavo Brand (Venezuela) |
|  |         |                      |         |           | Chiclayo Domare: Gustavo Brand (Venezuela) | Chiclayo Domare: Gustavo Brand (Venezuela) |

|  | 10 juli | Argentina | 0 – 1   | Mexiko     | Estadio Elías Aguirre                       |                                             |
|  |         |           | (0 – 1) | Morales 8′ | Chiclayo Domare: Márcio Rezende (Brasilien) | Chiclayo Domare: Márcio Rezende (Brasilien) |
|  |         |           |         |            | Chiclayo Domare: Márcio Rezende (Brasilien) | Chiclayo Domare: Márcio Rezende (Brasilien) |
|  |         |           |         |            | Chiclayo Domare: Márcio Rezende (Brasilien) | Chiclayo Domare: Márcio Rezende (Brasilien) |

|  | 13 juli | Mexiko                             | 2 – 1   | Ecuador     | Estadio Miguel Grau                |                                    |
|  |         | Altamirano 23′ (str.) Bautista 42′ | (2 – 0) | Delgado 71′ | Piura Domare: Eduardo Lecca (Peru) | Piura Domare: Eduardo Lecca (Peru) |
|  |         |                                    |         |             | Piura Domare: Eduardo Lecca (Peru) | Piura Domare: Eduardo Lecca (Peru) |
|  |         |                                    |         |             | Piura Domare: Eduardo Lecca (Peru) | Piura Domare: Eduardo Lecca (Peru) |

|  | 13 juli | Argentina                                   | 4 – 2   | Uruguay                   | Estadio Miguel Grau                |                                    |
|  |         | K. González 19′ Figueroa 20′, 89′ Ayala 80′ | (2 – 2) | Estoyanoff 7′ Sánchez 38′ | Piura Domare: Rubén Selman (Chile) | Piura Domare: Rubén Selman (Chile) |
|  |         |                                             |         |                           | Piura Domare: Rubén Selman (Chile) | Piura Domare: Rubén Selman (Chile) |
|  |         |                                             |         |                           | Piura Domare: Rubén Selman (Chile) | Piura Domare: Rubén Selman (Chile) |

### Grupp C
| Lag        | S | V | O | F | GM | IM | MS | P |
| ---------- | - | - | - | - | -- | -- | -- | - |
| Paraguay   | 3 | 2 | 1 | 0 | 4  | 2  | +2 | 7 |
| Brasilien  | 3 | 2 | 0 | 1 | 6  | 3  | +3 | 6 |
| Costa Rica | 3 | 1 | 0 | 2 | 3  | 6  | −3 | 3 |
| Chile      | 3 | 0 | 1 | 2 | 2  | 4  | −2 | 1 |

|  | 8 juli | Costa Rica | 0 – 1   | Paraguay              | Estadio Arequipa                       |                                        |
|  |        |            | (0 – 0) | Dos Santos 85′ (str.) | Arequipa Domare: Óscar Ruiz (Colombia) | Arequipa Domare: Óscar Ruiz (Colombia) |
|  |        |            |         |                       | Arequipa Domare: Óscar Ruiz (Colombia) | Arequipa Domare: Óscar Ruiz (Colombia) |
|  |        |            |         |                       | Arequipa Domare: Óscar Ruiz (Colombia) | Arequipa Domare: Óscar Ruiz (Colombia) |

|  | 8 juli | Brasilien        | 1 – 0   | Chile | Estadio Arequipa                                  |                                                   |
|  |        | Luís Fabiano 90′ | (0 – 0) |       | Arequipa Domare: Marco Antonio Rodríguez (Mexiko) | Arequipa Domare: Marco Antonio Rodríguez (Mexiko) |
|  |        |                  |         |       | Arequipa Domare: Marco Antonio Rodríguez (Mexiko) | Arequipa Domare: Marco Antonio Rodríguez (Mexiko) |
|  |        |                  |         |       | Arequipa Domare: Marco Antonio Rodríguez (Mexiko) | Arequipa Domare: Marco Antonio Rodríguez (Mexiko) |

|  | 11 juli | Brasilien                      | 4 – 1   | Costa Rica | Estadio Arequipa                             |                                              |
|  |         | Adriano 45′, 54′, 67′ Juan 49′ | (1 – 0) | Marín 81′  | Arequipa Domare: Héctor Baldassi (Argentina) | Arequipa Domare: Héctor Baldassi (Argentina) |
|  |         |                                |         |            | Arequipa Domare: Héctor Baldassi (Argentina) | Arequipa Domare: Héctor Baldassi (Argentina) |
|  |         |                                |         |            | Arequipa Domare: Héctor Baldassi (Argentina) | Arequipa Domare: Héctor Baldassi (Argentina) |

|  | 11 juli | Paraguay      | 1 – 1   | Chile        | Estadio Arequipa                          |                                           |
|  |         | Cristaldo 78′ | (0 – 0) | González 71′ | Arequipa Domare: Gustavo Méndez (Uruguay) | Arequipa Domare: Gustavo Méndez (Uruguay) |
|  |         |               |         |              | Arequipa Domare: Gustavo Méndez (Uruguay) | Arequipa Domare: Gustavo Méndez (Uruguay) |
|  |         |               |         |              | Arequipa Domare: Gustavo Méndez (Uruguay) | Arequipa Domare: Gustavo Méndez (Uruguay) |

|  | 14 juli | Costa Rica            | 2 – 1   | Chile      | Estadio Jorge Basadre               |                                     |
|  |         | Wright 60′ Herrón 90′ | (0 – 1) | Olarra 40′ | Tacna Domare: René Ortubé (Bolivia) | Tacna Domare: René Ortubé (Bolivia) |
|  |         |                       |         |            | Tacna Domare: René Ortubé (Bolivia) | Tacna Domare: René Ortubé (Bolivia) |
|  |         |                       |         |            | Tacna Domare: René Ortubé (Bolivia) | Tacna Domare: René Ortubé (Bolivia) |

|  | 14 juli | Brasilien        | 1 – 2   | Paraguay                 | Estadio Arequipa                         |                                          |
|  |         | Luís Fabiano 35′ | (1 – 1) | González 29′ Bareiro 71′ | Arequipa Domare: Gilbert Hildalgo (Peru) | Arequipa Domare: Gilbert Hildalgo (Peru) |
|  |         |                  |         |                          | Arequipa Domare: Gilbert Hildalgo (Peru) | Arequipa Domare: Gilbert Hildalgo (Peru) |
|  |         |                  |         |                          | Arequipa Domare: Gilbert Hildalgo (Peru) | Arequipa Domare: Gilbert Hildalgo (Peru) |

### Ranking av grupptreorna
Efter gruppspelet jämfördes grupptreorna. De två bästa gick vidare till kvartsfinal.
| Lag (grupp)    | S | V | O | F | GM | IM | MS | P |
| -------------- | - | - | - | - | -- | -- | -- | - |
| Uruguay (B)    | 3 | 1 | 1 | 1 | 6  | 7  | −1 | 4 |
| Costa Rica (C) | 3 | 1 | 0 | 2 | 3  | 6  | −3 | 3 |
| Bolivia (A)    | 3 | 0 | 2 | 1 | 3  | 4  | −1 | 2 |

## Utslagsspel
|  | Kvartsfinaler      | Kvartsfinaler  |                |         | Semifinaler | Semifinaler |  |  | Final           | Final |
|  |                    |                |                |         |             |             |  |  |                 |       |
|  | 17 juli - Chiclayo |                |                |         |             |             |  |  |                 |       |
|  |                    |                |                |         |             |             |  |  |                 |       |
|  | Peru               | 0              |                |         |             |             |  |  |                 |       |
|  | Peru               | 0              | 20 juli - Lima |         |             |             |  |  |                 |       |
|  | Argentina          | 1              |                |         |             |             |  |  |                 |       |
|  | Argentina          | 1              | Argentina      | 3       |             |             |  |  |                 |       |
|  | 17 juli - Trujillo |                | Argentina      | 3       |             |             |  |  |                 |       |
|  |                    | Colombia       | 0              |         |             |             |  |  |                 |       |
|  | Colombia           | Colombia       | 0              | 2       |             |             |  |  |                 |       |
|  | Colombia           |                | 25 juli - Lima | 2       |             |             |  |  |                 |       |
|  | Costa Rica         | 0              |                |         |             |             |  |  |                 |       |
|  | Costa Rica         | 0              | Argentina      | 2 (2)   |             |             |  |  |                 |       |
|  | 18 juli - Tacna    |                | Argentina      | 2 (2)   |             |             |  |  |                 |       |
|  |                    | Brasilien      | 2 (4)          |         |             |             |  |  |                 |       |
|  | Paraguay           | Brasilien      | 2 (4)          | 1       |             |             |  |  |                 |       |
|  | Paraguay           | 21 juli - Lima |                | 1       |             |             |  |  |                 |       |
|  | Uruguay            | 3              |                |         |             |             |  |  |                 |       |
|  | Uruguay            | 3              | Uruguay        | 1 (3)   | Bronsmatch  | Bronsmatch  |  |  |                 |       |
|  | 18 juli - Piura    |                | Uruguay        | 1 (3)   | Bronsmatch  | Bronsmatch  |  |  |                 |       |
|  |                    | Brasilien      | 1 (5)          |         |             |             |  |  |                 |       |
|  | Mexiko             | Brasilien      | 1 (5)          | 0       | Colombia    | 1           |  |  |                 |       |
|  | Mexiko             |                |                | 0       | Colombia    | 1           |  |  |                 |       |
|  | Brasilien          | 4              |                | Uruguay | 2           |             |  |  |                 |       |
|  | Brasilien          | 4              |                |         | 2           |             |  |  |                 |       |
|  |                    |                |                |         |             |             |  |  | 24 juli - Cuzco |       |
|  |                    |                |                |         |             |             |  |  |                 |       |

### Kvartsfinaler
|  | 17 juli | Peru | 0 – 1   | Argentina | Estadio Elías Aguirre                       |                                             |
|  |         |      | (0 – 0) | Tévez 60′ | Chiclayo Domare: Carlos Amarilla (Paraguay) | Chiclayo Domare: Carlos Amarilla (Paraguay) |
|  |         |      |         |           | Chiclayo Domare: Carlos Amarilla (Paraguay) | Chiclayo Domare: Carlos Amarilla (Paraguay) |
|  |         |      |         |           | Chiclayo Domare: Carlos Amarilla (Paraguay) | Chiclayo Domare: Carlos Amarilla (Paraguay) |

|  | 17 juli | Colombia               | 2 – 0   | Costa Rica | Estadio Mansiche                          |                                           |
|  |         | Aguilar 41′ Moreno 45′ | (2 – 0) |            | Trujillo Domare: Gustavo Méndez (Uruguay) | Trujillo Domare: Gustavo Méndez (Uruguay) |
|  |         |                        |         |            | Trujillo Domare: Gustavo Méndez (Uruguay) | Trujillo Domare: Gustavo Méndez (Uruguay) |
|  |         |                        |         |            | Trujillo Domare: Gustavo Méndez (Uruguay) | Trujillo Domare: Gustavo Méndez (Uruguay) |

|  | 18 juli | Paraguay    | 1 – 3   | Uruguay                         | Estadio Jorge Basadre                     |                                           |
|  |         | Gamarra 15′ | (1 – 1) | Bueno 40′ (str.) Silva 65′, 88′ | Tacna Domare: Héctor Baldassi (Argentina) | Tacna Domare: Héctor Baldassi (Argentina) |
|  |         |             |         |                                 | Tacna Domare: Héctor Baldassi (Argentina) | Tacna Domare: Héctor Baldassi (Argentina) |
|  |         |             |         |                                 | Tacna Domare: Héctor Baldassi (Argentina) | Tacna Domare: Héctor Baldassi (Argentina) |

|  | 18 juli | Mexiko | 0 – 4   | Brasilien                                     | Estadio Miguel Grau                 |                                     |
|  |         |        | (0 – 1) | Alex 26′ (str.) Adriano 65′, 78′ Oliveira 87′ | Piura Domare: Óscar Ruiz (Colombia) | Piura Domare: Óscar Ruiz (Colombia) |
|  |         |        |         |                                               | Piura Domare: Óscar Ruiz (Colombia) | Piura Domare: Óscar Ruiz (Colombia) |
|  |         |        |         |                                               | Piura Domare: Óscar Ruiz (Colombia) | Piura Domare: Óscar Ruiz (Colombia) |

### Semifinaler
|       | 20 juli | Argentina                           | 3 – 0   | Colombia | Estadio Nacional del Perú            |                                      |
| 19:45 | 19:45   | Tévez 33′ L. González 50′ Sorín 80′ | (1 – 0) |          | Lima Domare: Gilberto Hidalgo (Peru) | Lima Domare: Gilberto Hidalgo (Peru) |
| 19:45 | 19:45   |                                     |         |          | Lima Domare: Gilberto Hidalgo (Peru) | Lima Domare: Gilberto Hidalgo (Peru) |
| 19:45 | 19:45   |                                     |         |          | Lima Domare: Gilberto Hidalgo (Peru) | Lima Domare: Gilberto Hidalgo (Peru) |

|       | 21 juli | Uruguay                   | 1 – 1                      | Brasilien                               | Estadio Nacional del Perú                     |                                               |
| 19:45 | 19:45   | Sosa 22′                  | (1 – 0)                    | Adriano 46′                             | Lima Domare: Marco Antonio Rodríguez (Mexiko) | Lima Domare: Marco Antonio Rodríguez (Mexiko) |
| 19:45 | 19:45   |                           |                            |                                         | Lima Domare: Marco Antonio Rodríguez (Mexiko) | Lima Domare: Marco Antonio Rodríguez (Mexiko) |
| 19:45 | 19:45   | Silva Viera Pouso Sánchez | Straffsparksläggning 3 – 5 | Luisão Luís Fabiano Adriano Renato Alex | Lima Domare: Marco Antonio Rodríguez (Mexiko) | Lima Domare: Marco Antonio Rodríguez (Mexiko) |

### Match om tredjepris
|  | 24 juli | Colombia           | 1 – 2   | Uruguay                   | Estadio Garcilaso                   |                                     |
|  |         | Herrera 70′ (str.) | (0 – 1) | Estoyanoff 2′ Sánchez 80′ | Cuzco Domare: René Ortube (Bolivia) | Cuzco Domare: René Ortube (Bolivia) |
|  |         |                    |         |                           | Cuzco Domare: René Ortube (Bolivia) | Cuzco Domare: René Ortube (Bolivia) |
|  |         |                    |         |                           | Cuzco Domare: René Ortube (Bolivia) | Cuzco Domare: René Ortube (Bolivia) |

### Final
|                                       | 25 juli                    | Argentina                          | 2 – 2   | Brasilien                | Estadio Nacional del Perú               |                                         |
|                                       |                            | K. González 20′ (str.) Delgado 87′ | (1 – 1) | Luisão 45′ Adriano 90+3′ | Lima Domare: Carlos Amarilla (Paraguay) | Lima Domare: Carlos Amarilla (Paraguay) |
|                                       |                            |                                    |         |                          | Lima Domare: Carlos Amarilla (Paraguay) | Lima Domare: Carlos Amarilla (Paraguay) |
| D'Alessandro Heinze K. González Sorín | Straffsparksläggning 2 – 4 | Adriano Edu Diego Juan             |         |                          | Lima Domare: Carlos Amarilla (Paraguay) | Lima Domare: Carlos Amarilla (Paraguay) |

## Statistik

### Målskyttar
7 mål
- Adriano

3 mål
| - Javier Saviola | - Kily González | - Carlos Bueno |  |

2 mål
| - Luciano Figueroa - Carlos Tévez - Luis Óscar González | - Abel Aguilar - Tressor Moreno - Luís Fabiano | - Agustín Delgado - Nolberto Solano - Darío Silva | - Fabian Estoyanoff - Vicente Sánchez |

1 mål
| - Andrés D'Alessandro - Roberto Ayala - Juan Pablo Sorín - César Delgado - Joaquín Botero - Lorgio Álvarez - Gonzalo Galindo - Juan - Alex - Ricardo Oliveira | - Luisão - Sebastián González - Rafael Olarra - Edixon Perea - Edwin Congo - Sergio Herrera - Luis Marín - Mauricio Wright - Andy Herrón - Franklin Salas | - Ricardo Osorio - Pavel Pardo - Ramón Morales - Héctor Altamirano - Adolfo Bautista - Julio Dos Santos - Ernesto Cristaldo - Julio Valentín González - Fredy Barreiro - Carlos Gamarra | - Claudio Pizarro - Roberto Palacios - Jefferson Farfán - Santiago Acasiete - Flavio Maestri - Paolo Montero - Diego Forlán - Marcelo Sosa - Massimo Margiotta - Dickson Morán |

### Sammanlagd poängtabell
| Nr | Copa América 2004 | S | V | O | F | GM | IM | MS  | P  |
| -- | ----------------- | - | - | - | - | -- | -- | --- | -- |
| 1  | Brasilien         | 6 | 3 | 2 | 1 | 13 | 6  | +7  | 11 |
| 2  | Argentina         | 6 | 4 | 1 | 1 | 16 | 6  | +10 | 13 |
| 3  | Uruguay           | 6 | 3 | 2 | 1 | 12 | 10 | +2  | 11 |
| 4  | Colombia          | 6 | 3 | 1 | 2 | 7  | 7  | 0   | 10 |
| 5  | Paraguay          | 4 | 2 | 1 | 1 | 5  | 5  | 0   | 7  |
| 6  | Mexiko            | 4 | 2 | 1 | 1 | 5  | 7  | −2  | 7  |
| 7  | Peru              | 4 | 1 | 2 | 1 | 7  | 6  | +1  | 5  |
| 8  | Costa Rica        | 4 | 1 | 0 | 3 | 3  | 8  | −5  | 3  |
| 9  | Bolivia           | 3 | 0 | 2 | 1 | 3  | 4  | −1  | 2  |
| 10 | Chile             | 3 | 0 | 1 | 2 | 2  | 4  | −2  | 1  |
| 11 | Venezuela         | 3 | 0 | 1 | 2 | 2  | 5  | −3  | 1  |
| 12 | Ecuador           | 3 | 0 | 0 | 3 | 3  | 10 | −7  | 0  |